# 佳平溪
佳平溪，是台灣屏東縣的一條河川，為東港溪的支流。該溪發源於泰武鄉，有三條小支流，一條源自武潭山系，流過武潭部落，經沿山公路赤新橋、佳佐協和橋、佳平橋；一條源自泰武鄉南邊頭崙山、新置山系，流過比悠瑪部落萬泰橋，經沿山公路南勢湖橋，在佳佐佳平橋前與武潭山系流水合流。另一條源自佳平山系，經沿山公路赤山橋、赤山村望峰橋、五溝五福橋等。這三條溪流在五溝佳林橋匯合成佳平溪，經萬巒泗水大橋、萬巒吊橋流入東港溪。

## 主要橋樑
以下由河口至源頭列出主流上之主要橋樑：
- 泗水大橋（鄉道屏111線）
- 三林橋（鄉道屏102線）
- 佳林橋（鄉道屏103線）
- 佳平橋（鄉道屏101-1線）
- 協和橋（鄉道屏101線）
- 赤新橋（縣道185號）
- 武潭一號橋（鄉道屏106-1線）